# Austria ai XXIV Giochi olimpici invernali
L'Austria ha partecipato  ai XXIV Giochi olimpici invernali, che si sono svolti dal 4 al 20 febbraio 2022 a Pechino in Cina, con una delegazione composta da 106 atleti.

## Delegazione
La delegazione austriaca alle Olimpiadi invernali di Pechino era composta da 106 atleti che hanno gareggiato in 12 sport
| Sport                   | Donne | Uomini | Totale |
| ----------------------- | ----- | ------ | ------ |
| Biathlon                | 5     | 5      | 10     |
| Bob                     | 2     | 8      | 10     |
| Combinata nordica       | 0     | 5      | 5      |
| Freestyle               | 6     | 7      | 13     |
| Pattinaggio di figura   | 2     | 1      | 3      |
| Pattinaggio di velocità | 1     | 1      | 2      |
| Salto con gli sci       | 4     | 5      | 9      |
| Sci alpino              | 11    | 11     | 22     |
| Sci di fondo            | 2     | 3      | 5      |
| Skeleton                | 1     | 2      | 3      |
| Slittino                | 3     | 7      | 10     |
| Snowboard               | 5     | 9      | 14     |
| Totale                  | 42    | 64     | 106    |

## Medaglie
| Riepilogo quotidiano | Riepilogo quotidiano | Riepilogo quotidiano | Riepilogo quotidiano | Riepilogo quotidiano | Riepilogo quotidiano | Riepilogo quotidiano |
| -------------------- | -------------------- | -------------------- | -------------------- | -------------------- | -------------------- | -------------------- |
| Giorno               | Data                 |                      |                      |                      | Totale               |                      |
| 1º                   | 5                    | 0                    | 0                    | 1                    | 1                    |                      |
| 2º                   | 6                    | 0                    | 2                    | 0                    | 2                    |                      |
| 3º                   | 7                    | 0                    | 0                    | 1                    | 1                    |                      |
| 4º                   | 8                    | 2                    | 1                    | 0                    | 3                    |                      |
| 5º                   | 9                    | 0                    | 1                    | 2                    | 3                    |                      |
| 6º                   | 10                   | 2                    | 1                    | 0                    | 3                    |                      |
| 7º                   | 11                   | 0                    | 1                    | 0                    | 1                    |                      |
| 8º                   | 12                   | 0                    | 0                    | 0                    | 0                    |                      |
| 9º                   | 13                   | 0                    | 0                    | 0                    | 0                    |                      |
| 10º                  | 14                   | 1                    | 0                    | 0                    | 1                    |                      |
| 11º                  | 15                   | 1                    | 0                    | 0                    | 1                    |                      |
| 12º                  | 16                   | 0                    | 1                    | 0                    | 1                    |                      |
| 13º                  | 17                   | 0                    | 0                    | 0                    | 0                    |                      |
| 14º                  | 18                   | 0                    | 0                    | 0                    | 0                    |                      |
| 15º                  | 19                   | 0                    | 0                    | 0                    | 0                    |                      |
| 16º                  | 20                   | 1                    | 0                    | 0                    | 2                    |                      |
| Totale               | Totale               | 7                    | 7                    | 4                    | 18                   |                      |

### Medagliere per disciplina
| Sport             | Oro | Argento | Bronzo | Totale |
| ----------------- | --- | ------- | ------ | ------ |
| Sci alpino        | 3   | 3       | 1      | 7      |
| Snowboard         | 3   | 1       | 0      | 4      |
| Salto con gli sci | 1   | 1       | 0      | 2      |
| Slittino          | 0   | 2       | 1      | 3      |
| Combinata nordica | 0   | 0       | 1      | 1      |
| Sci di fondo      | 0   | 0       | 1      | 1      |
| Totale            | 7   | 7       | 4      | 18     |

### Medaglie d'oro
| Medaglia | Nome | Sport             | Evento                            |
| -------- | --- | ----------------- | --------------------------------- |
| Oro      | Benjamin Karl                                                                                           | Snowboard         | Slalom gigante parallelo maschile |
| Oro      | Matthias Mayer                                                                                          | Sci alpino        | Supergigante maschile             |
| Oro      | Alessandro Hämmerle                                                                                     | Snowboard         | Snowboard cross maschile          |
| Oro      | Johannes Strolz                                                                                         | Sci alpino        | Combinata maschile                |
| Oro      | Stefan Kraft Daniel Huber Jan Hörl Manuel Fettner                                                       | Salto con gli sci | Gara a squadre maschile           |
| Oro      | Anna Gasser                                                                                             | Snowboard         | Big air femminile                 |
| Oro      | Katharina Huber Katharina Liensberger Katharina Truppe Stefan Brennsteiner Michael Matt Johannes Strolz | Sci alpino        | Gara a squadre                    |

### Medaglie d'argento
| Medaglia | Nome                                                    | Sport             | Evento                             |
| -------- | ------------------------------------------------------- | ----------------- | ---------------------------------- |
| Argento  | Manuel Fettner                                          | Salto con gli sci | Trampolino normale maschile        |
| Argento  | Wolfgang Kindl                                          | Slittino          | Singolo maschile                   |
| Argento  | Daniela Ulbing                                          | Snowboard         | Slalom gigante parallelo femminile |
| Argento  | Katharina Liensberger                                   | Sci alpino        | Slalom speciale femminile          |
| Argento  | Madeleine Egle Wolfgang Kindl Thomas Steu Lorenz Koller | Slittino          | Gara a squadre                     |
| Argento  | Mirjam Puchner                                          | Sci alpino        | Supergigante femminile             |
| Argento  | Johannes Strolz                                         | Sci alpino        | Slalom speciale maschile           |

### Medaglie di bronzo
| Medaglia | Nome                      | Sport             | Evento                  |
| -------- | ------------------------- | ----------------- | ----------------------- |
| Bronzo   | Teresa Stadlober          | Sci di fondo      | Skiathlon femminile     |
| Bronzo   | Matthias Mayer            | Sci alpino        | Discesa libera maschile |
| Bronzo   | Lukas Greiderer           | Combinata nordica | Trampolino normale      |
| Bronzo   | Thomas Steu Lorenz Koller | Slittino          | Doppio                  |

## Biathlon
L'Austria ha qualificato 5 atleti e 5 atlete in questa specialità.
Uomini
| Atleta                                                | Evento                  | Tempo     | Errori      | Pos. |
| ----------------------------------------------------- | ----------------------- | --------- | ----------- | ---- |
| Simon Eder                                            | 20 km individuale       | 52'09"4   | 2 (0+0+1+1) | 20º  |
| David Komatz                                          | 20 km individuale       | 54'24"1   | 3 (1+0+1+1) | 45º  |
| Felix Leitner                                         | 20 km individuale       | 51'41"7   | 1 (1+0+0+0) | 16º  |
| Harald Lemmerer                                       | 20 km individuale       | 55'22"7   | 4 (0+1+2+1) | 57º  |
| Simon Eder                                            | 10 km sprint            | 25'26"9   | 1 (0+1)     | 18º  |
| Patrick Jakob                                         | 10 km sprint            | 27'10"9   | 1 (0+1)     | 72º  |
| David Komatz                                          | 10 km sprint            | 27'02"5   | 2 (0+2)     | 69º  |
| Felix Leitner                                         | 10 km sprint            | 26'33"8   | 2 (1+1)     | 46º  |
| Simon Eder                                            | 12,5 km inseguimento    | 44'18"7   | 5 (0+2+2+1) | 37º  |
| Felix Leitner                                         | 12,5 km inseguimento    | 42'16"3   | 1 (0+1+0+0) | 10º  |
| Simon Eder                                            | 15 km partenza in linea | 40'10"8   | 2 (2+0+0+0) | 7º   |
| Felix Leitner                                         | 15 km partenza in linea | 43'37"9   | 7 (2+1+2+2) | 29º  |
| David Komatz Simon Eder Felix Leitner Harald Lemmerer | Staffetta 4x7,5 km      | 1h23'31"9 | 2+8         | 10ª  |

Donne
| Atleta                                                          | Evento                    | Tempo     | Errori      | Pos. |
| --------------------------------------------------------------- | ------------------------- | --------- | ----------- | ---- |
| Lisa Theresa Hauser                                             | 15 km individuale         | 46'36"0   | 3 (0+1+1+1) | 17ª  |
| Katharina Innerhofer                                            | 15 km individuale         | 48'10"0   | 4 (0+2+0+2) | 26ª  |
| Anna Juppe                                                      | 15 km individuale         | 52'49"7   | 8 (1+3+1+3) | 75ª  |
| Julia Schwaiger                                                 | 15 km individuale         | 48'42"2   | 3 (2+1+0+0) | 31ª  |
| Lisa Theresa Hauser                                             | 7,5 km sprint             | 21'31"6   | 0 (0+0)     | 4ª   |
| Katharina Innerhofer                                            | 7,5 km sprint             | 22'26"4   | 2 (0+2)     | 21ª  |
| Julia Schwaiger                                                 | 7,5 km sprint             | 23'16"2   | 2 (1+1)     | 45ª  |
| Dunja Zdouc                                                     | 7,5 km sprint             | 25'32"1   | 2 (0+2)     | 85ª  |
| Lisa Theresa Hauser                                             | 10 km inseguimento        | 36'56"7   | 2 (0+0+1+1) | 7ª   |
| Katharina Innerhofer                                            | 10 km inseguimento        | 38'24"7   | 3 (0+0+1+2) | 22ª  |
| Julia Schwaiger                                                 | 10 km inseguimento        | 40'42"2   | 3 (0+0+1+2) | 44ª  |
| Lisa Theresa Hauser                                             | 12,5 km partenza in linea | 42'07"6   | 4 (0+1+1+2) | 11ª  |
| Katharina Innerhofer                                            | 12,5 km partenza in linea | 42'42"7   | 6 (1+0+2+3) | 14ª  |
| Lisa Theresa Hauser Katharina Innerhofer Anna Juppe Dunja Zdouc | Staffetta 4x6 km          | 1h15'07"6 | 3+7         | 9ª   |

Misto
| Atleta                                                       | Evento           | Tempo     | Errori    | Pos. |
| ------------------------------------------------------------ | ---------------- | --------- | --------- | ---- |
| Simon Eder Lisa Theresa Hauser Felix Leitner Julia Schwaiger | Staffetta 4x6 km | 1h09'44"2 | 15 (2+13) | 10ª  |

## Bob
L'Austria ha qualificato nel bob sei equipaggi: due nel bob a due maschile, altrettanti nel bob a quattro maschile e uno nel bob a due femminile e uno nel monobob femminile.
Uomini
| Atleti                                                            | Evento                 | 1ª manche | 1ª manche | 2ª manche | 2ª manche | 3ª manche | 3ª manche | 4ª manche       | 4ª manche       | Totale  | Totale |
| Atleti                                                            | Evento                 | Tempo     | Pos.      | Tempo     | Pos.      | Tempo     | Pos.      | Tempo           | Pos.            | Tempo   | Pos.   |
| ----------------------------------------------------------------- | ---------------------- | --------- | --------- | --------- | --------- | --------- | --------- | --------------- | --------------- | ------- | ------ |
| Benjamin Maier Markus Sammer                                      | Bob a due maschile     | 59"51     | 5ª        | 59"96     | 8ª        | 59"64     | 6ª        | 1'00"01         | 9ª              | 3'59"12 | 5ª     |
| Markus Treichl Markus Glück                                       | Bob a due maschile     | 1'00"42   | 26ª       | 1'00"52   | 25ª       | 1'00"66   | 27ª       | Non qualificati | Non qualificati | 3'01"60 | 26ª    |
| Benjamin Maier Markus Sammer Sascha Stepan Kristian Huber         | Bob a quattro maschile | 58"76     | 8ª        | 59"46     | 11ª       | 59"17     | 11ª       | 1'00"10         | 20ª             | 3'57"49 | 12ª    |
| Markus Treichl Markus Glück Sebastian Mitterer Robert Eckschlager | Bob a quattro maschile | 59"53     | 21ª       | 1'00"07   | 24ª       | 59"59     | 21ª       | Non qualificati | Non qualificati | 2'59"19 | 22ª    |

Donne
| Atlete                          | Evento              | 1ª manche | 1ª manche | 2ª manche | 2ª manche | 3ª manche | 3ª manche | 4ª manche | 4ª manche | Totale  | Totale |
| Atlete                          | Evento              | Tempo     | Pos.      | Tempo     | Pos.      | Tempo     | Pos.      | Tempo     | Pos.      | Tempo   | Pos.   |
| ------------------------------- | ------------------- | --------- | --------- | --------- | --------- | --------- | --------- | --------- | --------- | ------- | ------ |
| Katrin Beierl                   | Monobob femminile   | 1'05"39   | 8ª        | 1'06"00   | 13ª       | 1'06"57   | 16ª       | 1'06"56   | 17ª       | 4'24"52 | 14ª    |
| Katrin Beierl Jennifer Onasanya | Bob a due femminile | 1'01"91   | 13ª       | 1'02"12   | 12ª       | 1'01"89   | 9ª        | 1'02"32   | 16ª       | 4'08"24 | 10ª    |

## Combinata nordica
| Atleta                                                            | Evento             | Salto     | Salto | Salto     | Fondo   | Fondo            | Posizione |
| Atleta                                                            | Evento             | Lunghezza | Punti | Posizione | Tempo   | Tempo + distacco | Posizione |
| ----------------------------------------------------------------- | ------------------ | --------- | ----- | --------- | ------- | ---------------- | --------- |
| Martin Fritz                                                      | Trampolino normale | 96,0 m    | 105,2 | 18º       | 25'02"4 | 26'53"4          | 12º       |
| Lukas Greiderer                                                   | Trampolino normale | 103,5 m   | 123,4 | 2º        | 24'36"3 | 25'14"3          |           |
| Johannes Lamparter                                                | Trampolino normale | 100,0 m   | 116,9 | 5º        | 24'12"7 | 25'16"7          | 4º        |
| Franz-Josef Rehrl                                                 | Trampolino normale | 102,0 m   | 115,8 | 7º        | 25'08"3 | 26'17"3          | 19º       |
| Lukas Greiderer                                                   | Trampolino lungo   | 129,0 m   | 112,8 | 11º       | 25'37"1 | 27'25"1          | 5º        |
| Johannes Lamparter                                                | Trampolino lungo   | 128,0 m   | 118,1 | 8º        | 26'04"3 | 27'31"3          | 6º        |
| Franz-Josef Rehrl                                                 | Trampolino lungo   | 135,5 m   | 121,9 | 6º        | 27'10"2 | 28'22"2          | 11º       |
| Mario Seidl                                                       | Trampolino lungo   | 130,0 m   | 119,5 | 7º        | 27'07"5 | 28'28"5          | 13º       |
| Martin Fritz Lukas Greiderer Johannes Lamparter Franz-Josef Rehrl | Gara a squadre     | 532,0 m   | 475,4 | 1ª        | 51'44"7 | 51'44"7          | 4ª        |

## Freestyle
Freeski
| Atleta        | Evento               | Qualificazione | Qualificazione | Qualificazione | Qualificazione | Qualificazione | Finale          | Finale          | Finale          | Finale          | Finale          |
| Atleta        | Evento               | Run 1          | Run 2          | Run 3          | Migliore       | Posizione      | Run 1           | Run 2           | Run 3           | Migliore        | Posizione       |
| ------------- | -------------------- | -------------- | -------------- | -------------- | -------------- | -------------- | --------------- | --------------- | --------------- | --------------- | --------------- |
| Daniel Bacher | Big air maschile     | 75,00          | 56,75          | 69,00          | 144,00         | 21º            | Non qualificato | Non qualificato | Non qualificato | Non qualificato | Non qualificato |
| Matěj Švancer | Big air maschile     | 61,75          | 27,75          | 25,50          | 89,50          | 26º            | Non qualificato | Non qualificato | Non qualificato | Non qualificato | Non qualificato |
| Laura Wallner | Big air femminile    | 59,50          | 9,00           | 9,00           | 68,50          | 23ª            | Non qualificata | Non qualificata | Non qualificata | Non qualificata | Non qualificata |
| Lara Wolf     | Big air femminile    | 25,25          | 36,25          | 55,25          | 91,50          | 21ª            | Non qualificata | Non qualificata | Non qualificata | Non qualificata | Non qualificata |
| Marco Ladner  | Halfpipe maschile    | 53,50          | 6,50           | N.D.           | 53,50          | 17º            | Non qualificato | Non qualificato | Non qualificato | Non qualificato | Non qualificato |
| Daniel Bacher | Slopestyle maschile  | 63,60          | 16,21          | N.D.           | 63,60          | 17º            | Non qualificato | Non qualificato | Non qualificato | Non qualificato | Non qualificato |
| Matěj Švancer | Slopestyle maschile  | 37,25          | 74,86          | N.D.           | 74.86          | 9º Q           | 73,05           | 31,86           | 49,83           | 73,05           | 8º              |
| Laura Wallner | Slopestyle femminile | 30,36          | 30,70          | N.D.           | 30,70          | 25ª            | Non qualificata | Non qualificata | Non qualificata | Non qualificata | Non qualificata |
| Lara Wolf     | Slopestyle femminile | 62,56          | 24,38          | N.D.           | 62,56          | 14ª            | Non qualificata | Non qualificata | Non qualificata | Non qualificata | Non qualificata |

Gobbe
| Atleta             | Evento          | Qualificazione | Qualificazione | Qualificazione | Qualificazione | Qualificazione | Qualificazione | Finale          | Finale          | Finale          | Finale          | Finale          | Finale          | Finale          | Finale          | Finale          |
| Atleta             | Evento          | Run 1          | Run 1          | Run 1          | Run 2          | Run 2          | Run 2          | Run 1           | Run 1           | Run 1           | Run 2           | Run 2           | Run 2           | Run 3           | Run 3           | Run 3           |
| Atleta             | Evento          | Tempo          | Totale         | Posizione      | Tempo          | Totale         | Posizione      | Tempo           | Totale          | Posizione       | Tempo           | Totale          | Posizione       | Tempo           | Totale          | Posizione       |
| ------------------ | --------------- | -------------- | -------------- | -------------- | -------------- | -------------- | -------------- | --------------- | --------------- | --------------- | --------------- | --------------- | --------------- | --------------- | --------------- | --------------- |
| Katharina Ramsauer | Gobbe femminile | 31"94          | 56,18          | 24ª            | 31"04          | 55,76          | 19ª            | Non qualificata | Non qualificata | Non qualificata | Non qualificata | Non qualificata | Non qualificata | Non qualificata | Non qualificata | Non qualificata |

Ski cross
| Atleta              | Evento              | Posizionamento | Posizionamento | Ottavi    | Quarti          | Semifinale      | Finale          | Finale |
| Atleta              | Evento              | Tempo          | Posizione      | Posizione | Posizione       | Posizione       | Posizione       | Totale |
| ------------------- | ------------------- | -------------- | -------------- | --------- | --------------- | --------------- | --------------- | ------ |
| Adam Kappacher      | Ski cross maschile  | 1'13"58        | 25º            | 3º        | Non qualificato | Non qualificato | Non qualificato | 22º    |
| Johannes Rohrweck   | Ski cross maschile  | 1'12"71        | 10º            | 2º Q      | 2º Q            | 3º SF           | 3º              | 7º     |
| Tristan Takats      | Ski cross maschile  | 1'13"29        | 19º            | 2º Q      | 4º              | Non qualificato | Non qualificato | 15º    |
| Robert Winkler      | Ski cross maschile  | 1'14"05        | 30º            | 4º        | Non qualificato | Non qualificato | Non qualificato | 30º    |
| Christina Födermayr | Ski cross femminile | 1'21"02        | 21ª            | 3ª        | Non qualificata | Non qualificata | Non qualificata | 22ª    |
| Andrea Limbacher    | Ski cross femminile | 1'19"69        | 18ª            | 2ª Q      | 3ª              | Non qualificata | Non qualificata | 11ª    |
| Katrin Ofner        | Ski cross femminile | 1'19"95        | 19ª            | 2ª Q      | 3ª              | Non qualificata | Non qualificata | 12ª    |

## Pattinaggio di figura
| Atleta / coppia                 | Evento            | Programma corto | Programma corto | Programma libero | Programma libero | Totale          | Totale          |
| Atleta / coppia                 | Evento            | Punti           | Posizione       | Punti            | Posizione        | Punti           | Posizione       |
| ------------------------------- | ----------------- | --------------- | --------------- | ---------------- | ---------------- | --------------- | --------------- |
| Olga Mikutina                   | Singolo femminile | 61,14           | 18ª Q           | 121,06           | 14ª              | 182,20          | 14ª             |
| Miriam Ziegler / Severin Kiefer | Coppie            | 51,96           | 18ª             | Non qualificati  | Non qualificati  | Non qualificati | Non qualificati |

## Pattinaggio di velocità
| Atleta         | Evento           | Tempo    | Posizione |
| -------------- | ---------------- | -------- | --------- |
| Vanessa Herzog | 500 m femminile  | 37"28    | 4ª        |
| Vanessa Herzog | 1000 m femminile | 1'15"644 | 8ª        |

Mass start
| Atleta       | Evento              | Semifinale | Semifinale | Semifinale | Finale | Finale  | Finale    |
| Atleta       | Evento              | Punti      | Tempo      | Posizione  | Punti  | Tempo   | Posizione |
| ------------ | ------------------- | ---------- | ---------- | ---------- | ------ | ------- | --------- |
| Gabriel Odor | Mass start maschile | 10         | 7'44"28    | 4º Q       | 2      | 8'10"46 | 10º       |

## Salto con gli sci
Uomini
| Atleta                                            | Evento                      | Qualificazione | Qualificazione | Qualificazione | Finale      | Finale      | Finale      | Finale        | Finale        | Finale        | Finale | Finale    |
| Atleta                                            | Evento                      | Qualificazione | Qualificazione | Qualificazione | Primo salto | Primo salto | Primo salto | Secondo salto | Secondo salto | Secondo salto | Totale | Totale    |
| Atleta                                            | Evento                      | Lunghezza      | Punti          | Posizione      | Lunghezza   | Punti       | Posizione   | Lunghezza     | Punti         | Posizione     | Punti  | Posizione |
| ------------------------------------------------- | --------------------------- | -------------- | -------------- | -------------- | ----------- | ----------- | ----------- | ------------- | ------------- | ------------- | ------ | --------- |
| Manuel Fettner                                    | Trampolino normale maschile | 102,0 m        | 107,5          | 6º Q           | 102,5 m     | 134,5       | 5º Q        | 104,0 m       | 136,3         | 1º            | 270,8  |           |
| Jan Hörl                                          | Trampolino normale maschile | 87,0 m         | 78,5           | 37º Q          | 98,0 m      | 128,9       | 15º Q       | 97,0 m        | 119,9         | 20º           | 248,8  | 19º       |
| Daniel Huber                                      | Trampolino normale maschile | 90,0 m         | 90,8           | 23º Q          | 96,0 m      | 128,1       | 19º Q       | 101,5 m       | 125,5         | 10º           | 253,6  | 13º       |
| Stefan Kraft                                      | Trampolino normale maschile | 100,0 m        | 108,5          | 5º Q           | 98,0 m      | 129,2       | 14º Q       | 99,5 m        | 128,9         | 6º            | 258,1  | 10º       |
| Manuel Fettner                                    | Trampolino lungo            | 128,0 m        | 120,5          | 11º Q          | 138,5 m     | 138,0       | 5º          | 134,0 m       | 134,7         | 12º           | 272,7  | 7º        |
| Jan Hörl                                          | Trampolino lungo            | 127,0 m        | 117,0          | 15º Q          | 136,0 m     | 135,6       | 7º          | 137,0 m       | 135,3         | 11º           | 270,9  | 9º        |
| Daniel Huber                                      | Trampolino lungo            | 126,0 m        | 117,7          | 14º Q          | 133,0 m     | 127,4       | 21º         | 132,5 m       | 127,7         | 22º           | 255,1  | 20º       |
| Stefan Kraft                                      | Trampolino lungo            | 128,5 m        | 127,6          | 4º Q           | 131,5 m     | 127,9       | 19º         | 136,5 m       | 136,2         | 10º           | 264,1  | 13º       |
| Manuel Fettner Jan Hörl Daniel Huber Stefan Kraft | Gara a squadre              | N.D.           | N.D.           | N.D.           | 519,0 m     | 458,4       | 2º          | 516,0 m       | 484,3         | 1º            | 942,7  |           |

Donne
| Atleta                 | Evento                       | Qualificazione | Qualificazione | Qualificazione | Finale      | Finale      | Finale      | Finale          | Finale          | Finale          | Finale          | Finale          |
| Atleta                 | Evento                       | Qualificazione | Qualificazione | Qualificazione | Primo salto | Primo salto | Primo salto | Secondo salto   | Secondo salto   | Secondo salto   | Totale          | Totale          |
| Atleta                 | Evento                       | Lunghezza      | Punti          | Posizione      | Lunghezza   | Punti       | Posizione   | Lunghezza       | Punti           | Posizione       | Punti           | Posizione       |
| ---------------------- | ---------------------------- | -------------- | -------------- | -------------- | ----------- | ----------- | ----------- | --------------- | --------------- | --------------- | --------------- | --------------- |
| Thea Minyan Bjørseth   | Trampolino normale femminile | N.D.           | N.D.           | N.D.           | 99,5 m      | 104,1       | 6ª Q        | 73,0 m          | 59,9            | 29ª             | 164,0           | 21ª             |
| Lisa Eder              | Trampolino normale femminile | N.D.           | N.D.           | N.D.           | 92,0 m      | 92,3        | 15ª Q       | 90,0 m          | 101,1           | 7ª              | 193,4           | 8ª              |
| Daniela Iraschko-Stolz | Trampolino normale femminile | N.D.           | N.D.           | N.D.           | 91,5 m      | 94,1        | 14ª Q       | 80,5 m          | 83,9            | 16ª             | 178,0           | 12ª             |
| Sophie Sorschag        | Trampolino normale femminile | N.D.           | N.D.           | N.D.           | DSQ         | DSQ         | DSQ         | Non qualificata | Non qualificata | Non qualificata | Non qualificata | Non qualificata |

Misto
| Atleta                                                       | Evento         | Qualificazione | Qualificazione | Qualificazione | Finale      | Finale      | Finale      | Finale        | Finale        | Finale        | Finale | Finale    |
| Atleta                                                       | Evento         | Qualificazione | Qualificazione | Qualificazione | Primo salto | Primo salto | Primo salto | Secondo salto | Secondo salto | Secondo salto | Totale | Totale    |
| Atleta                                                       | Evento         | Lunghezza      | Punti          | Posizione      | Lunghezza   | Punti       | Posizione   | Lunghezza     | Punti         | Posizione     | Punti  | Posizione |
| ------------------------------------------------------------ | -------------- | -------------- | -------------- | -------------- | ----------- | ----------- | ----------- | ------------- | ------------- | ------------- | ------ | --------- |
| Lisa Eder Manuel Fettner Stefan Kraft Daniela Iraschko-Stolz | Gara a squadre | N.D.           | N.D.           | N.D.           | 299,0 m     | 370,7       | 6ª Q        | 378,5 m       | 447,3         | 3ª            | 818,0  | 5ª        |

## Sci alpino
Uomini
| Atleta              | Evento          | 1ª manche | 1ª manche | 2ª manche       | 2ª manche       | Totale          | Totale          |
| Atleta              | Evento          | Tempo     | Posizione | Tempo           | Posizione       | Tempo           | Posizione       |
| ------------------- | --------------- | --------- | --------- | --------------- | --------------- | --------------- | --------------- |
| Raphael Haaser      | Combinata       | 1'44"63   | 10º       | 48"64           | 4º              | 2'33"27         | 7º              |
| Marco Schwarz       | Combinata       | 1'44"07   | 5º        | 48"64           | 4º              | 2'32"71         | 5º              |
| Johannes Strolz     | Combinata       | 1'43"87   | 4º        | 47"56           | 1º              | 2'31"43         |                 |
| Max Franz           | Discesa libera  | N.D.      | N.D.      | N.D.            | N.D.            | 1'43"52         | 9º              |
| Daniel Hemetsberger | Discesa libera  | N.D.      | N.D.      | N.D.            | N.D.            | 1'44"59         | 21º             |
| Vincent Kriechmayr  | Discesa libera  | N.D.      | N.D.      | N.D.            | N.D.            | 1'43"45         | 8º              |
| Matthias Mayer      | Discesa libera  | N.D.      | N.D.      | N.D.            | N.D.            | 1'42"85         |                 |
| Stefan Brennsteiner | Slalom gigante  | 1'02"97   | 2º        | 1'22"01         | 40º             | 2'24"98         | 27º             |
| Manuel Feller       | Slalom gigante  | 1'03"67   | 7º        | DNF             | DNF             | DNF             | DNF             |
| Raphael Haaser      | Slalom gigante  | 1'04"99   | 17º       | 1'07"40         | 9º              | 2'12"39         | 11º             |
| Marco Schwarz       | Slalom gigante  | 1'05"04   | 18º       | 1'07"43         | 11º             | 2'12"47         | 14º             |
| Manuel Feller       | Slalom speciale | DNF       | DNF       | Non qualificato | Non qualificato | Non qualificato | Non qualificato |
| Michael Matt        | Slalom speciale | 54"36     | 7º        | DNF             | DNF             | DNF             | DNF             |
| Marco Schwarz       | Slalom speciale | 56"26     | 25º       | 50"35           | 5º              | 1'46"61         | 17º             |
| Johannes Strolz     | Slalom speciale | 53"92     | 1º        | 50"78           | 13º             | 1'44"70         |                 |
| Max Franz           | Super-G         | N.D.      | N.D.      | N.D.            | N.D.            | DNF             | DNF             |
| Raphael Haaser      | Super-G         | N.D.      | N.D.      | N.D.            | N.D.            | DNF             | DNF             |
| Vincent Kriechmayr  | Super-G         | N.D.      | N.D.      | N.D.            | N.D.            | 1'20"70         | 5º              |
| Matthias Mayer      | Super-G         | N.D.      | N.D.      | N.D.            | N.D.            | 1'19"94         |                 |

Donne
| Atleta                | Evento          | 1ª manche | 1ª manche | 2ª manche | 2ª manche | Totale  | Totale    |
| Atleta                | Evento          | Tempo     | Posizione | Tempo     | Posizione | Tempo   | Posizione |
| --------------------- | --------------- | --------- | --------- | --------- | --------- | ------- | --------- |
| Katharina Huber       | Combinata       | 1'35"68   | 19ª       | 53"12     | 2ª        | 2'28"80 | 5ª        |
| Christine Scheyer     | Combinata       | 1'32"42   | 1ª        | 56"83     | 7ª        | 2'29"25 | 6ª        |
| Ramona Siebenhofer    | Combinata       | 1'32"56   | 3ª        | 57"13     | 10ª       | 2'29"69 | 7ª        |
| Cornelia Hütter       | Discesa libera  | N.D.      | N.D.      | N.D.      | N.D.      | 1'33"35 | 7ª        |
| Mirjam Puchner        | Discesa libera  | N.D.      | N.D.      | N.D.      | N.D.      | 1'33"45 | 8ª        |
| Ramona Siebenhofer    | Discesa libera  | N.D.      | N.D.      | N.D.      | N.D.      | 1'33"81 | 12ª       |
| Tamara Tippler        | Discesa libera  | N.D.      | N.D.      | N.D.      | N.D.      | 1'34"39 | 19ª       |
| Katharina Liensberger | Slalom gigante  | 59"34     | 13ª       | 58"90     | 17ª       | 1'58"24 | 15ª       |
| Katharina Truppe      | Slalom gigante  | 57"86     | 2ª        | 58"63     | 14ª       | 1'56"49 | 4ª        |
| Ramona Siebenhofer    | Slalom gigante  | 59"86     | 19ª       | DNF       | DNF       | DNF     | DNF       |
| Katharina Gallhuber   | Slalom speciale | 53"40     | 10ª       | 53"93     | 25ª       | 1'47"33 | 14ª       |
| Katharina Huber       | Slalom speciale | 53"54     | 12ª       | 53"38     | 18ª       | 1'46"92 | 12ª       |
| Katharina Liensberger | Slalom speciale | 52"83     | 7ª        | 52"23     | 2ª        | 1'45"06 |           |
| Katharina Truppe      | Slalom speciale | DNF       | DNF       | DNF       | DNF       | DNF     | DNF       |
| Cornelia Hütter       | Super-G         | N.D.      | N.D.      | N.D.      | N.D.      | 1'14"19 | 8ª        |
| Mirjam Puchner        | Super-G         | N.D.      | N.D.      | N.D.      | N.D.      | 1'13"73 |           |
| Ariane Raedler        | Super-G         | N.D.      | N.D.      | N.D.      | N.D.      | 1'15"33 | 20ª       |
| Tamara Tippler        | Super-G         | N.D.      | N.D.      | N.D.      | N.D.      | 1'13"84 | 4ª        |

Misto
| Atleta                                                                                                  | Evento         | Ottavi               | Quarti               | Semifinale           | Finale               | Finale |
| Atleta                                                                                                  | Evento         | Avversario Risultato | Avversario Risultato | Avversario Risultato | Avversario Risultato | Pos.   |
| --- | -------------- | -------------------- | -------------------- | -------------------- | -------------------- | ------ |
| Katharina Huber Katharina Liensberger Katharina Truppe Stefan Brennsteiner Michael Matt Johannes Strolz | Gara a squadre | Bye                  | Slovenia V 3-1       | Norvegia V 2*-2      | Germania P 2*-2      |        |

## Sci di fondo
Uomini
Distanza
| Atleta         | Evento                 | Tecnica classica | Tecnica classica | Tecnica libera | Tecnica libera | Totale    | Totale   | Totale    |
| Atleta         | Evento                 | Tempo            | Posizione        | Tempo          | Posizione      | Tempo     | Distacco | Posizione |
| -------------- | ---------------------- | ---------------- | ---------------- | -------------- | -------------- | --------- | -------- | --------- |
| Mika Vermeulen | 15 km tecnica classica | N.D.             | N.D.             | N.D.           | N.D.           | 40'37"8   | +2'43"0  | 23º       |
| Mika Vermeulen | Skiathlon 30 km        | 41'18"0          | 20º              | 38'49"7        | 13º            | 1h20'40"0 | +4'30"2  | 16º       |

Sprint
| Atleta                           | Evento           | Qualificazioni | Qualificazioni | Quarti di finale | Quarti di finale | Semifinali      | Semifinali      | Finale          | Finale          |
| Atleta                           | Evento           | Tempo          | Pos.           | Tempo            | Pos.             | Tempo           | Pos.            | Tempo           | Pos.            |
| -------------------------------- | ---------------- | -------------- | -------------- | ---------------- | ---------------- | --------------- | --------------- | --------------- | --------------- |
| Michael Föttinger                | Sprint           | 2'56"58        | 39º            | Non qualificato  | Non qualificato  | Non qualificato | Non qualificato | Non qualificato | Non qualificato |
| Benjamin Moser                   | Sprint           | 2'58"07        | 43º            | Non qualificato  | Non qualificato  | Non qualificato | Non qualificato | Non qualificato | Non qualificato |
| Michael Föttinger Benjamin Moser | Sprint a squadre | N.D.           | N.D.           | N.D.             | N.D.             | 20'07"78        | 4ª Q            | 21'15"00        | 10ª             |

Donne
Distanza
| Atleta           | Evento                 | Tecnica classica | Tecnica classica | Tecnica libera | Tecnica libera | Totale    | Totale   | Totale    |
| Atleta           | Evento                 | Tempo            | Posizione        | Tempo          | Posizione      | Tempo     | Distacco | Posizione |
| ---------------- | ---------------------- | ---------------- | ---------------- | -------------- | -------------- | --------- | -------- | --------- |
| Teresa Stadlober | 10 km tecnica classica | N.D.             | N.D.             | N.D.           | N.D.           | 29'16"9   | +1'10"6  | 9ª        |
| Lisa Unterweger  | 10 km tecnica classica | N.D.             | N.D.             | N.D.           | N.D.           | 31'02"1   | +2'55"8  | 31ª       |
| Teresa Stadlober | Skiathlon 15 km        | 22'38"7          | 5ª               | 21'19"8        | 4ª             | 44'44"2   | +30"5    |           |
| Teresa Stadlober | 30 km tecnica libera   | N.D.             | N.D.             | N.D.           | N.D.           | 1h28'36"5 | +3'42"5  | 11ª       |

Sprint
| Atleta                           | Evento           | Qualificazioni | Qualificazioni | Quarti di finale | Quarti di finale | Semifinali      | Semifinali      | Finale          | Finale          |
| Atleta                           | Evento           | Tempo          | Pos.           | Tempo            | Pos.             | Tempo           | Pos.            | Tempo           | Pos.            |
| -------------------------------- | ---------------- | -------------- | -------------- | ---------------- | ---------------- | --------------- | --------------- | --------------- | --------------- |
| Lisa Unterweger                  | Sprint           | 3'24"83        | 34ª            | Non qualificata  | Non qualificata  | Non qualificata | Non qualificata | Non qualificata | Non qualificata |
| Teresa Stadlober Lisa Unterweger | Sprint a squadre | N.D.           | N.D.           | N.D.             | N.D.             | 23'08"34        | 3ª Q            | 22'55"25        | 6ª              |

## Skeleton
Uomini
| Atleta               | Evento  | 1ª manche | 1ª manche | 2ª manche | 2ª manche | 3ª manche | 3ª manche | 4ª manche | 4ª manche | Totale  | Totale |
| Atleta               | Evento  | Tempo     | Pos.      | Tempo     | Pos.      | Tempo     | Pos.      | Tempo     | Pos.      | Tempo   | Pos.   |
| -------------------- | ------- | --------- | --------- | --------- | --------- | --------- | --------- | --------- | --------- | ------- | ------ |
| Samuel Maier         | Singolo | 1'01"36   | 15º       | 1'01"13   | 11º       | 1'01"05   | 13º       | 1'00"95   | 11º       | 4'04"49 | 13º    |
| Alexander Schlintner | Singolo | 1'01"56   | 16º       | 1'01"73   | 19º       | 1'01"66   | 19º       | 1'01"24   | 14º       | 4'06"19 | 17º    |

Donne
| Atleta       | Evento  | 1ª manche | 1ª manche | 2ª manche | 2ª manche | 3ª manche | 3ª manche | 4ª manche | 4ª manche | Totale  | Totale |
| Atleta       | Evento  | Tempo     | Pos.      | Tempo     | Pos.      | Tempo     | Pos.      | Tempo     | Pos.      | Tempo   | Pos.   |
| ------------ | ------- | --------- | --------- | --------- | --------- | --------- | --------- | --------- | --------- | ------- | ------ |
| Janine Flock | Singolo | 1'02"64   | 14ª       | 1'02"72   | 10ª       | 1'02"23   | 8ª        | 1'02"45   | 15ª       | 4'10"04 | 10ª    |

## Slittino
| Atleta                                                  | Evento            | 1ª manche | 1ª manche | 2ª manche | 2ª manche | 3ª manche | 3ª manche | 4ª manche | 4ª manche | Totale   | Totale    |
| Atleta                                                  | Evento            | Tempo     | Posizione | Tempo     | Posizione | Tempo     | Posizione | Tempo     | Posizione | Tempo    | Posizione |
| ------------------------------------------------------- | ----------------- | --------- | --------- | --------- | --------- | --------- | --------- | --------- | --------- | -------- | --------- |
| David Gleirscher                                        | Singolo maschile  | 57"407    | 6º        | 58"240    | 12º       | 58"908    | 26º       | 58"617    | 20º       | 3'53"172 | 15º       |
| Nico Gleirscher                                         | Singolo maschile  | 59"110    | 27º       | 58"351    | 14º       | 57"370    | 3º        | 57"452    | 5º        | 3'52"283 | 12º       |
| Wolfgang Kindl                                          | Singolo maschile  | 57"110    | 2º        | 57"430    | 1º        | 57"117    | 2º        | 57"238    | 2º        | 3'48"895 |           |
| Madeleine Egle                                          | Singolo femminile | 59"342    | 17ª       | 58"493    | 2ª        | 58"542    | 5ª        | 58"432    | 3ª        | 3'54"809 | 4ª        |
| Hannah Prock                                            | Singolo femminile | 58"762    | 6ª        | 58"732    | 5ª        | 58"532    | 4ª        | 58"798    | 9ª        | 3'54"824 | 5ª        |
| Lisa Schulte                                            | Singolo femminile | 58"523    | 3ª        | 59"074    | 12ª       | 58"646    | 6ª        | 58"642    | 6ª        | 3'54"885 | 6ª        |
| Thomas Steu Lorenz Koller                               | Doppio            | 58"426    | 3ª        | 58"639    | 3ª        | N.D.      | N.D.      | N.D.      | N.D.      | 1'57"065 |           |
| Madeleine Egle Wolfgang Kindl Thomas Steu Lorenz Koller | Misto             | 1'00"054  | 1ª        | 1'01"342  | 1ª        | 1'02"090  | 2ª        | N.D.      | N.D.      | 3'03"486 |           |

## Snowboard
Freestyle
| Atleta           | Evento              | Qualificazioni | Qualificazioni | Qualificazioni | Qualificazioni | Finale          | Finale          | Finale          | Finale          | Finale          |
| Atleta           | Evento              | Run 1          | Run 2          | Migliore       | Posizione      | Run 1           | Run 2           | Run 3           | Migliore/Totale | Posizione       |
| ---------------- | ------------------- | -------------- | -------------- | -------------- | -------------- | --------------- | --------------- | --------------- | --------------- | --------------- |
| Clemens Millauer | Slopestyle maschile | 38.71          | 32.06          | 38.71          | 27º            | Non qualificato | Non qualificato | Non qualificato | Non qualificato | Non qualificato |

Parallelo
| Atleta             | Evento                             | Qualificazione | Qualificazione | Ottavi               | Quarti               | Semifinale           | Finale               | Finale          |
| Atleta             | Evento                             | Tempo          | Posizione      | Avversario Risultato | Avversario Risultato | Avversario Risultato | Avversario Risultato | Posizione       |
| ------------------ | ---------------------------------- | -------------- | -------------- | -------------------- | -------------------- | -------------------- | -------------------- | --------------- |
| Benjamin Karl      | Slalom gigante parallelo maschile  | 1'21"25        | 2º Q           | Yankov V +0"36       | Payer V +1"57        | Fischnaller V DNF    | Tim Mastnak V +0"82  |                 |
| Alexander Payer    | Slalom gigante parallelo maschile  | 1'22"10        | 10º Q          | Nowaczyk V +0"09     | Karl P +1"57         | Non qualificato      | Non qualificato      | Non qualificato |
| Andreas Prommegger | Slalom gigante parallelo maschile  | 1'21"37        | 3º Q           | Caviezel V +0"16     | Fischnaller P +0"51  | Non qualificato      | Non qualificato      | Non qualificato |
| Julia Dujmovits    | Slalom gigante parallelo femminile | 1'27"43        | 5ª Q           | Kummer V +0"20       | Dekker P +4"29       | Non qualificata      | Non qualificata      | Non qualificata |
| Daniela Ulbing     | Slalom gigante parallelo femminile | 1'27"77        | 7ª Q           | Farrell V +0"50      | Hofmeister V +0"14   | Kotnik V +0"21       | Ledecká P DNF        |                 |

Cross
| Atleta              | Evento                    | Posizionamento | Posizionamento | Ottavi    | Quarti          | Semifinale      | Finale / Finale B | Finale / Finale B |
| Atleta              | Evento                    | Tempo          | Posizione      | Posizione | Posizione       | Posizione       | Posizione         | Totale            |
| ------------------- | ------------------------- | -------------- | -------------- | --------- | --------------- | --------------- | ----------------- | ----------------- |
| Jakob Dusek         | Snowboard cross maschile  | 1'17"05        | 3º Q           | 4º        | Non qualificato | Non qualificato | Non qualificato   | 25º               |
| Alessandro Hämmerle | Snowboard cross maschile  | 1'17"24        | 4º Q           | 2º Q      | 1º Q            | 2º QA           | 1º                |                   |
| Julian Lüftner      | Snowboard cross maschile  | 1'17"00        | 2º Q           | 2º Q      | 1º Q            | 1º QA           | 4º                | 4º                |
| Lukas Pachner       | Snowboard cross maschile  | 1'18"49        | 14º Q          | 3º        | Non qualificato | Non qualificato | Non qualificato   | 20º               |
| Pia Zerkhold        | Snowboard cross femminile | 1'24"53        | 9ª Q           | 3ª        | Non qualificata | Non qualificata | Non qualificata   | 25ª               |